# Альберто Гальярдо
Альберто Гальярдо (ісп. Alberto Gallardo, 28 листопада 1940, Ліма — 19 січня 2001, Ліма) — перуанський футболіст, що грав на позиції нападника.
Виступав, зокрема, за клуб «Спортінг Крістал», з яким став чотириразовим чемпіоном Перу, а також національну збірну Перу, у складі якої був учасником Олімпійських ігор 1960 року, чемпіонату Південної Америки 1963 року та чемпіонату світу 1970 року.

## Клубна кар'єра
У дорослому футболі дебютував 1958 року виступами за команду «Маріскаль Сукре», в якій того року взяв участь у 18 матчах чемпіонату, забивши 12 голів.
Згодом з 1960 по 1963 рік грав у складі команди «Спортінг Крістал». За чотири роки виступів він зіграв 72 матчі і забив 56 голів. У 1961 році він став чемпіоном Перу і найкращим бомбардиром першості з 18 голами. Наступного року він також став найкращим бомбардиром, забивши 22 голи. Також у 1962 році брав участь у Кубку Лібертадорес, дебютному в історії клубу. У стартовому матчі проти «Насьйоналя» він зробив дубль, проте уругвайці все-одно перемогли 3:2. Через 10 днів він знову забив, на цей раз аргентинському «Расінгу» (2:1), принісши своїй команді єдину перемогу на турнірі.
1963 року на Альберто звернув увагу італійський «Мілан» і придбав його. За «россонері» Гальярдо грав лише у товариських матчах. Після Мілану він відправився в інший місцевий клуб «Кальярі», але і там не зміг заграти, забивши за два роки лише три голи у чемпіонаті.
1966 року футболіст повернувся в Південну Америку і став гравцем бразильського «Палмейраса». З ним він виграв Лігу Пауліста і Кубок Бразилії. 12 лютого 1967 року Гальярдо вийшов на заміну на 32 хвилині зустрічі з «Наутіко Ресіфі» замість Жуліньйо, який проводив свій прощальний матч.
У 1968 році Альберто Гальярдо повернувся в «Спортінг Крістал». Граючи до 1975 року він провів за клуб 170 матчів і забив 71 гол і став триразовим чемпіоном Перу. У 1968 році в розіграші Кубка Лібертадорес він забив 5 м'ячів і за кількістю голів на турнірі став дев'ятим, разом з бразильцем Сервіліо з «Палмейраса». Всього в Кубках Лібертадорес він зіграв 26 матчів і забив 10 голів. У національних чемпіонатах Гальярдо провів 364 матчі, забив 163 м'ячі.
По завершенні ігрової кар'єри став тренером, працював з рядом клубів, в тому числі неодноразово очолював «Спортінг Крістал» як виконувач обов'язків головного тренера (1977, 1978, 1981—1982, 1985, 1988—1989).

## Виступи за збірні
1960 року захищав кольори олімпійської збірної Перу на футбольному турнірі Олімпійських ігор 1960 року у Римі. Перу вибув на груповому етапі, а Гальярдо з'явився у всіх трьох іграх — проти Франції, Угорщини та Індії.
10 березня 1963 року дебютував в офіційних іграх у складі національної збірної Перу в матчі чемпіонату Південної Америки в Болівії проти збірної Бразилії (0:1). Окрім цього матчу, він також зіграв на турнірі у всіх наступних п'яти матчах свої збірної і в іграх з Аргентиною (2:1), Болівією (2:3), Колумбією (1:1) та Парагваєм (1:4) забив по голу, посівши з командою п'яте місце.
Згодом у складі збірної був учасником чемпіонату світу 1970 року у Мексиці. У цьому турнірі він зіграв у всіх трьох матчах групового етапу, забивши гол у зустрічі з Болгарією (3:2), а також у програному чвертьфіналі проти майбутніх переможців турніру збірної Бразилії (2:4), де також відзначився забитим м'ячем у ворота Фелікса Мієлі.
Востаннє зіграв у національній збірній 25 червня 1972 року в матчі Кубка незалежності Бразилії із Югославією (1:2). Загалом протягом кар'єри у національній команді, яка тривала десять років, провів у її формі 37 матчів, забивши 11 голів.

## Статистика виступів

### Статистика виступів за олімпійську збірну
| Дата       | Місто     | Господарі | Результат | Гості | Турнір  | Голи | Примітки |
| ---------- | --------- | --------- | --------- | ----- | ------- | ---- | -------- |
| 26/08/1960 | Флоренція | Франція   | 2 – 1     | Перу  | ОІ 1960 | -    |          |
| 29/08/1960 | Неаполь   | Угорщина  | 6 – 2     | Перу  | ОІ 1960 | -    |          |
| 01/09/1960 | Пескара   | Перу      | 3 – 1     | Індія | ОІ 1960 | -    |          |
| Усього     |           | Матчів    | 3         |       | Голів   | 0    |          |

## Титули і досягнення

### Командні
- Чемпіон Перу (4):

«Спортінг Крістал»: 1961, 1968, 1970, 1972

### Особисті
- Найкращий бомбардир чемпіонату Перу: 1961, 1962[10]

## Смерть і вшанування пам'яті
Альберто Гальярдо помер 19 січня 2001 року у віці 60 років у клініці в Лімі після ускладнень від апендициту. Його поховали на кладовищі в районі Ла-Моліна. У 2012 році домашній стадіон клубу «Спортінг Крістал» був перейменований на «Естадіо Альберто Гальярдо», на честь легенди клубу.